# Cuphea campestris
Cuphea campestris é uma espécie vegetal nativa do Brasil.